# Áed Dub mac Colmáin
Svatý Áed Dub mac Colmáin také známý jako Áed(h) z Kildare († asi 639) byl král Leinsteru a biskup Kildare.

## Život
O jeho životě je známo málo informací. Hlavním zdrojem informací je Ulsterská kronika a Kronika čtyř mistrů.
Byl králem Leinsteru. Podle dostupných informace rezignoval roku 591, ale pravděpodobněji se tomu stalo o rok později. Odešel do kláštera v Kildare, kde žil dlouhá léta jako mnich. Poté byl jmenován opatem, a následně biskupem. Jako biskup působil asi v letech 630 až 639.
Podle Ulsterské kroniky zemřel roku 639. Jiné texty uvádějí jako datum smrti 10. května 638.
Jeho svátek je připomínán 4. ledna.